# خواكين فارغاس غوميز
خواكين فارغاس غوميز (بالإسبانية: Joaquín Vargas Gómez)‏ هو شخصية أعمال مكسيكي، ولد في 1 سبتمبر 1925 في مدينة مكسيكو في المكسيك، وتوفي في 28 نوفمبر 2009 في Santa Fe, Mexico City ‏ في المكسيك.